# Аттал, Фахед
Фахед Аднан Фуад Абдул Аттал (араб. فهد عتال‎; род. 1 января 1985, Калькилия) — бывший палестинский футболист.

## Карьера

### Клубная карьера
Начал карьеру на родине в клубе «Ислами Калькилья», где отыграл в течение трёх сезонов. Затем переехал в Иорданию, где присоединился к клубу «Аль-Джазира», за которую играл 4 сезона.
В 2010 году перешёл в «Аль-Вихдат», с которым были связаны главные успехи в карьере.
По окончании сезона, вернулся в Палестину и в течение семи сезонов играл за «Шабаб Аль-Халиль», с которым в 2013 году выиграл Суперкубок и Кубок страны, а в 2016 году стал чемпионом страны.

### Карьера в сборной
1 апреля 2006 года в матче Кубка вызова АФК сборной Палестины со сборной Гуама оформил гекса-трик (6 голов в одном матче), а палестинцы выиграли матч со счётом 11:0. Аттал стал лучшим бомбардиром турнира, а также забил 12 голов за сборную за календарный год, благодаря чему занял 8-е место в списке лучших бомбардиров национальных сборных по итогам года, обойдя Бастиана Швайнштайгера и Давида Вилью.

## Достижения

### Командные
«Аль-Вихдат»
- Чемпион Иордании (1): 2010/2011
- Обладатель Кубка Иордании (1): 2010/2011
- Обладатель Суперкубка Иордании (1): 2011
- Обладатель Кубка Щита Иордании (1): 2010

 «Шабаб Аль-Халиль»
- Чемпион Западного берега (1): 2016
- Обладатель Кубка Западного берега (1): 2013
- Обладатель Суперкубка Западного берега (1): 2013

### Личные
- Лучший бомбардир Кубка вызова АФК (1): 2006